# Landulf von Mailand (Bischof von Brixen)
Landulf von Mailand (* um 1245; † zwischen 4. Oktober 1300 und 26. März 1301) war Bischof von Brixen.
Landulf stammte aus Mailand und war 18 Jahre lang Kaplan und Arzt im Dienst von König Rudolf, Propst von Worms und schließlich Leibarzt von König Adolf von Nassau.
Nachdem der Brixner Bischof Heinrich von Trevejach am päpstlichen Hof verstorben war, reservierte sich Papst Bonifaz VIII. das Recht der Nachbesetzung. Der Papst erneuerte den Bann über Graf Meinhard II. und ernannte am 30. September 1295 Landulf zum neuen Brixner Bischof. Zu dieser Zeit bekleidete er die Ämter eines Dompropstes zu Worms und eines Propstes des St. Walpurgisstifts Weilburg.
Meinhard II. gelang es, Landulf für sich zu gewinnen und somit die Front seiner Feinde zu brechen, Meinhard starb jedoch bereits kurz darauf. Der Papst forderte von Meinhards Söhnen die Rückgabe aller Brixner Besitzungen. 1296 erhielt Landulf alle Güter zurück und ließ sie von Brixner Ministerialen verwalten. 1299 konnte er nach der Bischofsweihe in Rom von seinem Bistum Besitz nehmen.
Als Landulf gegen die Lebensweise einiger Domherren vorgehen wollte, geriet er mit seinem Kapitel in Konflikt und wurde beim Erzbischof wegen Verschwendung angezeigt. Bis zum Ende der Untersuchung im Jahre 1299 durfte er über seine Güter nicht verfügen. Das Bistum war tief verschuldet und musste Darlehen aufnehmen. Da Landulf nicht pünktlich zurückzahlte, verfiel er der Exkommunikation. Zwischen Oktober 1300 und März 1301 wurde Bischof Landulf ermordet, nachdem er sich mit seinen Methoden, kirchliche Güter zurückzugewinnen, höchst unbeliebt gemacht hatte.
Da er mit dem Bann belegt war, wurde er erst 20 Jahre nach seinem Tod kirchlich beigesetzt.